# ТЕС Пелікан-Пойнт
ТЕС Пелікан-Пойнт — теплова електростанція на півдні Австралії.
У 2000—2001 роках на майданчику станції ввели в дію парогазовий блок комбінованого циклу потужністю 485 МВт, у якому дві газові турбіни потужністю по 160 МВт живлять через відповідну кількість котлів-утилізаторів одну парову турбіну з показником 165 МВт.
ТЕС спроєктували для роботи на природному газі, що надходив до Аделаїди по трубопроводу Мумба – Аделаїда (до якого вже у першій половині 2000-х приєднався Айона – Аделаїда).
Для охолодження використовується морська вода.
Видача продукції відбувається під напругою 275 кВ.